# 10738 Marcoaldo
10738 Marcoaldo eller 1988 FW2 är en asteroid i huvudbältet som upptäcktes den 17 mars 1988 av den italienska astronomen Walter Ferreri vid La Silla-observatoriet. Den är uppkallad efter upptäckarens son, Marco Aldo Ferreri.
Den tillhör asteroidgruppen Vesta.